# La Guerre d'Algérie (documentaire, 1984)
Pour l’article homonyme, voir La Guerre d'Algérie (film, 1972).
La Guerre d'Algérie est un documentaire britannico-belge réalisé par Peter Batty en 1984.

## Synopsis
De la colonisation de l'Algérie en 1830 aux accords d'Évian, cinq épisodes riches en images d'archives couleurs/noir et blanc, avec tous les témoignages des principaux acteurs du conflit, d'une durée de 270 minutes, décrivent tous les enjeux du conflit qui a duré huit longues années (1954-1962) et mobilisé trois millions de soldats français avec des moyens militaires colossaux . Il a entraîné la chute de six présidents du conseil et provoqué l'effondrement de la IVe République. Il a permis au général de Gaulle de revenir au pouvoir et un putsch militaire qui a failli causer sa chute. Un million de morts musulmans, trente mille soldats français tués et soixante-cinq mille blessés durant tout le conflit, six mille morts de civils européens et l'exode de cinq cent mille Pieds-Noirs vers la métropole.

## Fiche technique
- Titre original : Algerian War

- Scénario et réalisation : Peter Batty
- Année de production : 1984
- Producteur : Peter Batty Productions Ltd pour Channel Four avec la participation de la RTBF
- Images : Nick Hale
- Son : Judy Freeman et Lou Hanks
- Assistant-réalisateur : Diane Saccilotto
- Montage : Noel Chanan et Ludo Verbruggen
- Mixage : Michel Sternon assisté de Martine Slagmulder
- Adaptation française : Jacques Cogniaux lue par Eric Pradier et Jacques Goossens

## Épisodes
Le documentaire comporte cinq épisodes d'une durée de 54 minutes :
- 1/5 : Les Chemins de la rébellion
- 2/5 : Un problème de conscience
- 3/5 : Je vous ai compris !
- 4/5 : Aux barricades !
- 5/5 : La Valise ou le cercueil

### Témoignages des principaux acteurs du conflit
- Hocine Aït Ahmed
- Henri Alleg
- Antoine Argoud
- Marcel Bigeard
- Belkacem Belhoucine
- Benyoucef Benkhedda
- Jacques Pâris de Bollardière
- Fatiha Bouhired
- Hervé Le Barbier de Blignières
- Général Georges Buis
- Abdelkader Chanderli
- Vitalis Cros
- Hélie Denoix de Saint Marc
- Paul-Alain Léger
- Jacques Massu
- Abdelhamid Mehri
- Jacques Roseau
- Yacef Saadi
- Raoul Salan
- Jacques Soustelle
- Jean-Jacques Susini
- Paul Teitgen
- Bernard Tricot
- Roger Trinquier

## Diffusion en France
Le documentaire a été diffusé pour la première fois en France par la chaîne FR3, 6 ans après sa sortie en 1984.